# Восточно-фризский юмор
В немецком юморе восточно-фризские шутки (нем. Ostfriesenwitz) принадлежат к группе шуток-загадок об определённых национальностях, в данном случае о восточных фризах северной Германии.Основная структура этих шуток состоит из простого вопроса и ответа; вопрос часто задает что-то о природе восточно-фризского языка, а юмористический ответ обычно за счет якобы глупого и / или примитивного восточно-фризского языка. Часто восточных фризов изображают фермерами, сельскими жителями или жителями побережья. Многие изюминки описывают глупость восточных фризов, используя фигуру речи или слово, используемое в другом смысле (каламбур или игра слов).
Иногда встречается и обратная ситуация, в которой восточные фризы оказываются мудрее; и обычно противопоставляются группе людей из южного немецкоязычного мира.
Такие комики, как Отто Ваалькес и Карл Далл, включают восточно-фризские шутк и в свой репертуар, обычно в произвольном формате.
```
В самой Восточной Фризии эти шутки обычно принимаются. Положительный эффект большего понимания относительно небольшого региона Восточной Фризии в результате этого юмора признается и приветствуется. Современная легенда даже предполагает, что эти шутки придумали восточные фризы.
```

## Примеры типичных восточно-фризских шуток
Шутки в типичном формате вопрос-ответ:
• Почему у восточных фризов плоская голова? — Потому что, когда они пьют воду, сиденье в туалете всегда падает им на голову!
• Почему восточные фризы берут в постель камень и коробок спичек? Они выключают свет с помощью камня и зажигают спичку, чтобы увидеть, попали ли они в свет!
• Сколько восточных фризов нужно, чтобы подоить корову? Двадцать четыре. Четыре, чтобы держать соски, и двадцать, чтобы поднимать и опускать корову!
• Почему восточные фризы ездят на танке, чтобы пасти овец? Потому что они не знают, что Вторая мировая война закончилась!
Изюминки, продвигающие восточных фризов:
• Что делают восточные фризы во время отлива? — Они продают участки земли австрийцам!
Другие формы восточно-фризской шутки:
• откуда приливы и отливы? — Потому что, когда море увидело восточных фризов, оно так испугалось, что убежало. Теперь он возвращается два раза в день, чтобы увидеть, есть ли они ещё там!
• Со сцены номер Отто Ваалькеса : «Восточные фризы и баварцы играют в футбол. Внезапно рядом проходит поезд и свистит. Восточные фризы думают, что игра окончена, и идут домой! ( пауза ) Через полчаса баварцы забивают первый гол!»

## История восточно фризских шуток
Восточно-фризская форма шутки возникла в конце 1960-х годов и вызвала одну из первых крупных общенациональных волн шуток в Германии. В отличие от других шуток о конкретных группах людей, история восточно-фризских шуток довольно хорошо известна. Гимназия в Вестерстеде в Аммерланде, соседнем регионе Восточной Фризии, посещалась и посещается восточно-фризскими учениками. Как и во многих других близлежащих регионах, между народами Восточной Фризии и Аммерланда часто происходят насмешки и поддразнивания. В вышеупомянутой школе это достигло кульминации в 1968 и 1969 годах, когда студент Борвин Банделоу, ставший впоследствии известным психиатром, опубликовал серию статей в школьной газете Der Trompeter., под названием «Из исследований и преподавания». Этот сериал был о так называемых «Homo ostfrisiensis», якобы неуклюжих и глупых людях Восточной Фризии. Виард Равелинг, сам выходец из Восточной Фризы и учитель этой школы, опубликовал книгу «История восточно-фризских шуток» в 1993 году.
То, что последовало за серией в студенческой газете, было волной шуток, которая распространилась сначала в регионе, но вскоре была освещена на радио, в газетах и журналах Германии. Средства массовой информациl, сообщали о любопытных спорах по соседству между восточными фризами и аммерландцами и распространяли их, передавая шутки. Вскоре их вытеснили адаптации польских анекдотов, недавно появившихся в 1960-х годах в США, с многочисленными вариациями, а также анекдоты о других группах людей.
В 1971 году восточно-фризский комик и певец Ханнес Флеснер выпустил несколько пластинок с новыми тогда восточно-фризскими шутками («Восточная Фризия, как она смеется и поет»). Позже два комика из Восточной Фризии, Отто Ваалькес и Карл Далл, среди прочих, построили свою карьеру на восточно-фризских шутках или стереотипах восточнофризцев и их страны. Более поздние волны шуток, такие как в 1980-х годах о федеральном канцлере Гельмуте Коле или о водителях Opel Manta, или вскоре после этого о блондинках в 1990-х годах, частично переняли структуру и содержание восточно-фризских шуток.